# Алексино (Юрьев-Польский район)
Алексино — село в Юрьев-Польском районе Владимирской области России, входит в состав Симского сельского поселения.

## География
Село расположено в 11 км на юго-восток от центра поселения села Сима и в 18 км на север от райцентра города Юрьев-Польский.

## История
В XVIII и в начале XIX века в селе существовала деревянная церковь с престолом в честь святого Димитрия Солунского. В 1810 году на средства помещика Калачёва и прихожан вместо деревянной церкви была построена каменная церковь с колокольней. Престолов в церкви три: в холодной — в честь Смоленской иконы Божией Матери и в тёплом приделе: во имя святого Димитрия Солунского и во имя священномученика Харалампия. В 1893 году приход состоял из села Алексина и деревень: Васки и Поповки. Всех дворов в приходе 98, 304 мужчины и 364 женщины. В 1896 году в доме священника открыта церковно-приходская школа. В годы советской власти церковь была полностью разрушена.
В конце XIX — начале XX века село входило в состав Городищенской волости Юрьевского уезда.
С 1929 года село входило в состав Иворовского сельсовета Юрьев-Польского района, с 1965 года — в составе Симского сельсовета.

## Население
| 1859 |
| ---- |
| 222  |

| 1859 | 1905 | 2002 | 2010 | 2021 |
| ---- | ---- | ---- | ---- | ---- |
| 222  | ↗285 | ↘17  | ↘6   | ↘2   |